# Malthinus spinifer
Malthinus spinifer es una especie de coleóptero de la familia Cantharidae.

## Distribución geográfica
Habita en México.